# Deschampsia cordilleranum
Deschampsia cordilleranum là một loài thực vật có hoa trong họ Hòa thảo. Loài này được Hauman mô tả khoa học đầu tiên năm 1918.